# Lago di Kovada
Il lago di Kovada (in turco: Kovada Gölü) è un lago in Turchia, che si trova a circa 100 chilometri a nord di Antalya e a circa 40 chilometri a sud-est di Isparta. Il lago si trova nel distretto di Eğirdir della provincia di Isparta, e fa parte di un'area conosciuta come il distretto dei laghi nell'Anatolia sudoccidentale. Nel 1970, l'area intorno al lago fu dichiarata Parco nazionale del lago di Kovada (Kovada Gölü Millî Parkı in turco). Il lago si trova ad un'altitudine di 908 m sul livello del mare e copre un'area di circa 1100 ettari. Ha una lunghezza di 5,5 chilometri ed è largo tra due e tre chilometri. La sua profondità è di sei o sette metri. Il lago è alimentato da un canale naturale lungo 25 km proveniente dal settentrionale lago di Eğirdir. L'acqua lascia il lago attraverso il Kovada Çayı, un affluente di sinistra dell'Aksu Çayı. Il dislivello tra il lago di Kovada e l'Aksu Çayı è utilizzato da due centrali idroelettriche collegate in serie (Kovada-1 con 8,2 MW e Kovada-2 con 51,2 MW) per la produzione di energia.